# 龍の花わずらい
『龍の花わずらい』（りゅうのはなわずらい）は、草川為による日本の漫画作品。白泉社発行の『LaLa』にて、2005年5月号から2009年7月号まで連載されていた。単行本は花とゆめコミックスから全7巻。

## あらすじ
龍の一族次期当主の少女・シャクヤには、警察局の役人・クワンという許婚がいる。そんな彼女の前に5年前から行方不明になっていた最初の許婚・ルシンが現れ、許婚が二人になってしまう。そこで現当主であるシャクヤの母は、1年後にシャクヤの気持ちに呼応して彼女の腕に咲く刺青の花の数が多い方をシャクヤの婿にすると告げる。果たして彼女の婿になるのは…?

## 登場人物
シャクヤ
声 - 中原麻衣
砂漠のオアシスの地を統べる龍の一族の次期当主の娘。15歳。歴代一族の中でも力が強く、水を操れるだけでなく龍に変化できる。先祖返りでかなり龍に近く、宝珠を持って生まれてきた。宝珠があれば絶大な力を発揮するが、今はまだその力を制御しきれない。右手にルシンの薔薇、左手にクワンの竜胆の刺青をしている。相手への気持ちが高まるほど、花の数が増える。クワンに想いを寄せているため、竜胆の方が数は多い。だが、ルシンのことも憎からず想っている。さっぱりとした素直な性格の持ち主。
幼い頃にルシンとピクニックに行った際、ザリガニをサソリと見間違った驚きで龍に変化して暴れ、ルシンのあばら骨を折ってしまった。
ルシン・ラッカ
声 - 杉山紀彰
シャクヤの最初の許婚。16歳。薔薇の刺青をしている。甘いルックスと気さくな性格の持ち主で、老若を問わず女性や動物に好かれる。
5年前に何者かに襲われ、行方不明になる。その際に大怪我を負い、記憶を失った。襲われた時のことがトラウマになっているせいか、人を傷つけたり血を見るのが苦手。行方不明の間は砂漠で過ごし、命の恩人である踊り子（正体はハクライ）に剣術指導を受けて身体を鍛えていた。記憶喪失後は軽い性格に変わったものの、シャクヤを想う気持ちは強い。実家はVIP向けの老舗旅館を経営する。
後に失っていた記憶を取り戻す。
クワン・キリ
声 - 遊佐浩二
シャクヤの2番目の許婚。26歳。竜胆の刺青をしている。剣は相当の腕前。警察局長の息子（養子）で自身も警察局の役人。クールな性格で、ルシンには敵対心を抱き冷たい反面、シャクヤには優しい。右目は、幼い頃養父を助けたときに傷を負い失明してしまったため、眼帯をしている。
枯れてしまった「罪人（とがびと）のオアシス」＝「古の龍のオアシス」出身で、アマランスとは恋仲。右目と引き換えに警察局長の養子になりシャクヤの婚約者になったのは、アマランス達と共に古の龍のオアシス復活を目指し、目的達成に必要なシャクヤの宝珠を手に入れるため。キコク調査の件でシャクヤ達と共に訪れていたクルクマで古の龍のオアシス側に戻り、シャクヤ達に企みが発覚する。その後単独でシャクヤの宝珠を奪い、逃走する。
ルピナ
シャクヤの侍女。幼い頃からシャクヤに仕えている。侍女達の中ではルシン派。ルシンの命を狙ったキコクにほのかな恋心を抱くが、主への忠誠心を貫く。
ハクライ
シャクヤの父親。セイ家からの伴侶。5年前に浮気を理由に龍のオアシスを追放されたが、それはオアシスを離れて自由に動けるよう、夫婦で画策した一芝居だった。
自分の身元がばれないように女装をし、口がきけない剣舞の踊り子として砂漠を旅していた際に、大怪我を負い倒れていた幼いルシンを助けた。そして記憶喪失になったルシンを守るためにすぐにはオアシスに帰さず、ルシンに剣術指導を行った。
女装していない時は眼鏡をかけている。性格は基本的に温厚だが、優しさ故の厳しさも持ち合わせている。剣の腕も立つ。
イトキ
龍の一族の現当主でシャクヤの母親。派手な外見を持ち性格は男勝りだが、精神的にはハクライを頼りにしている。シャクヤと違い、龍に変化することは出来ない。
キントラ
クワンの直属の部下。地味顔。顔に似合わず、かなり剣の腕は立つ。
ギンガ
クワンの直属の部下。クワンより年上のしっかり者。
キコク
アマランスの仲間。つり目。剣の腕は中々だが、ドジを踏むことも多い。物売りを装い龍のオアシスに潜入していた際にルピナと出会い、いい雰囲気になるものの敵対した。
アマランス
今は枯れてしまった古の龍のオアシスで龍の巫女と呼ばれていた人物。過去にルシンを襲った暗殺者。古の龍のオアシス復活を目論み、宝珠を狙う。クワンの恋人。
インジェイ＝アンジール
クルクマ、及び西方領主。強大な力を得ようと、シャクヤの宝珠を狙う。砂を操る能力を持つ。

## 書誌情報
- 草川為 『龍の花わずらい』 白泉社〈花とゆめコミックス〉、全7巻
  1. 2006年1月5日発売、ISBN 978-4-592-183334
  2. 2006年5月2日発売、ISBN 978-4-592-183341
    - 「歯車使い」（『LaLa DX』2000年5月号掲載）を併録。

  3. 2007年2月5日発売、ISBN 978-4-592-183358
    - 「ダブルクラウン」（『LaLa DX』2000年7月号掲載）を併録。

  4. 2007年8月4日発売、ISBN 978-4-592-183365
  5. 2008年5月2日発売、ISBN 978-4-592-183372
  6. 2009年3月5日発売、ISBN 978-4-592-183389
  7. 2009年8月5日発売、ISBN 978-4-592-183396